# ランフォード・メダル

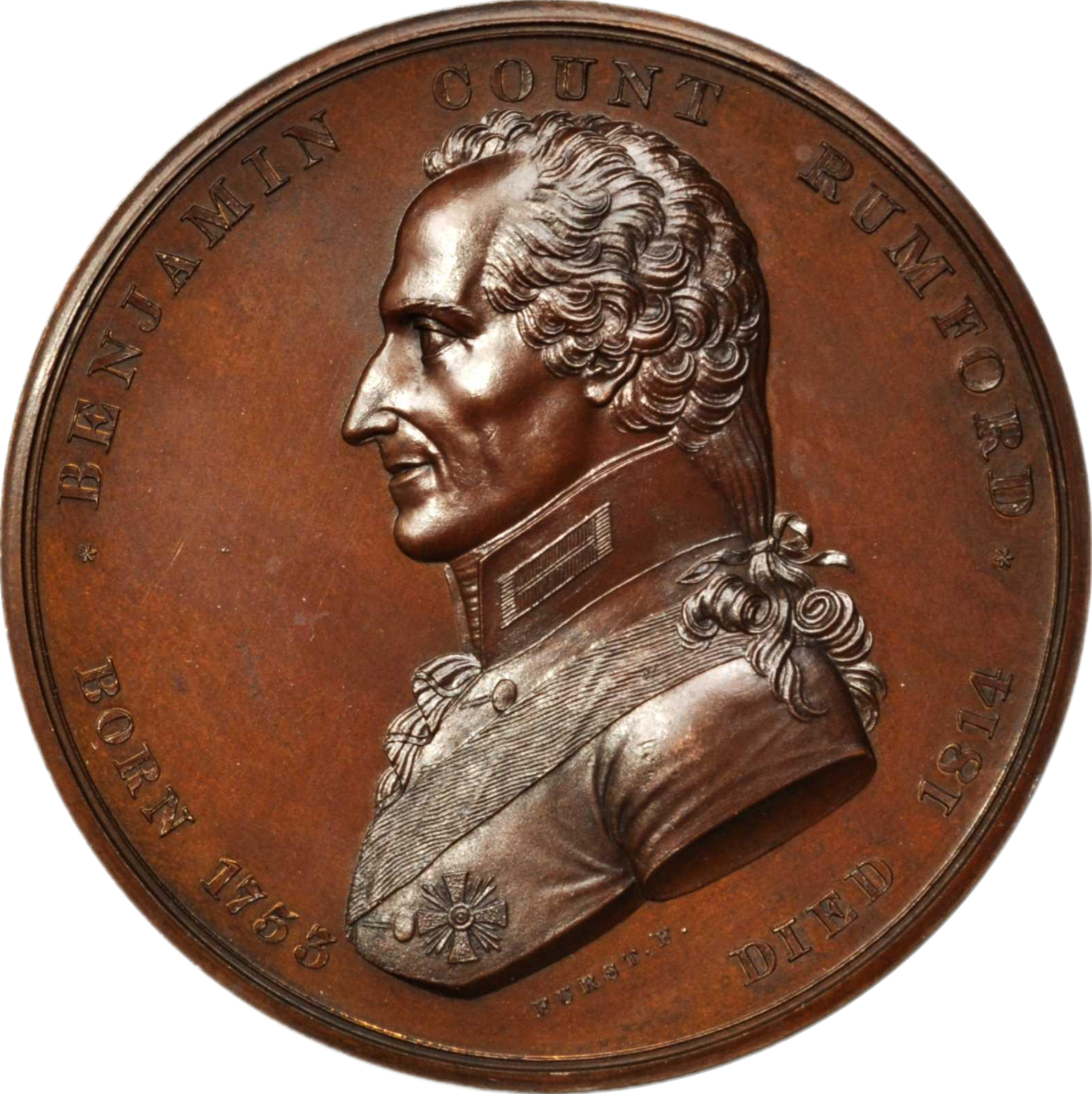
ランフォード・メダル

ランフォード・メダル（Rumford Medal）は、イギリスの王立協会が熱と光のすぐれた研究に与える賞である。アメリカ芸術科学アカデミーが与える賞のランフォード賞（Rumford Prize）もある。
1796年に、ランフォード伯爵ベンジャミン・トンプソンが王立協会とアメリカ芸術科学アカデミーにそれぞれ$5000を寄付して、2年ごとに熱と光の分野の優れた業績に贈られる賞が創設された。

## 受賞者リスト

### 18世紀
- 1800年： ベンジャミン・トンプソン

### 19世紀
- 1804年： ジョン・レスリー
- 1806年： ウィリアム・マードック
- 1810年： エティエンヌ・ルイ・マリュス
- 1814年： ウィリアム・チャールズ・ウェルズ
- 1816年： ハンフリー・デービー
- 1818年： ディヴィッド・ブリュースター
- 1824年： オーギュスタン・ジャン・フレネル
- 1832年： ジョン・フレデリック・ダニエル
- 1834年： マセドニオ・メローニ
- 1838年： James David Forbes
- 1840年： ジャン＝バティスト・ビオ
- 1842年： ウィリアム・ヘンリー・フォックス・タルボット
- 1846年： マイケル・ファラデー
- 1848年： アンリ・ヴィクトル・ルニョー
- 1850年： フランソワ・ジャン・ドミニク・アラゴー
- 1852年： ジョージ・ガブリエル・ストークス
- 1854年： Neil Arnott
- 1856年： ルイ・パスツール
- 1858年： ジュール・ジャマン
- 1860年： ジェームズ・クラーク・マクスウェル
- 1862年： グスタフ・キルヒホフ
- 1864年： ジョン・ティンダル
- 1866年： アルマン・フィゾー
- 1868年： Balfour Stewart
- 1870年： アルフレッド・デクロワゾー
- 1872年： アンデルス・オングストローム
- 1874年： ノーマン・ロッキャー
- 1876年： ピエール・ジャンサン
- 1878年： マリー・アルフレッド・コルニュ
- 1880年： ウィリアム・ハギンズ
- 1882年： ウィリアム・アブニー
- 1884年： Tobias Robertus Thalen
- 1886年： サミュエル・ラングレー
- 1888年： ピエトロ・タッキーニ
- 1890年： ハインリヒ・ヘルツ
- 1892年： ニルス・ドゥネル
- 1894年： ジェイムズ・デュワー
- 1896年： フィリップ・レーナルト ヴィルヘルム・レントゲン
- 1898年： オリバー・ロッジ
- 1900年： アンリ・ベクレル

### 20世紀
- 1902年： チャールズ・アルジャーノン・パーソンズ
- 1904年： アーネスト・ラザフォード
- 1906年： Hugh Longbourne Callendar
- 1908年： ヘンドリック・ローレンツ
- 1910年： Heinrich Rubens
- 1912年： ヘイケ・カメルリング・オネス
- 1914年： ジョン・ウィリアム・ストラット
- 1916年： ヘンリー・ブラッグ
- 1918年： シャルル・ファブリ、アルフレッド・ペロー
- 1920年： ジョン・ウィリアム・ストラット
- 1922年： ピーター・ゼーマン
- 1924年： チャールズ・バーノン・ボーイズ
- 1926年： アーサー・シュスター
- 1928年： フリードリッヒ・パッシェン
- 1930年： ピーター・デバイ
- 1932年： フリッツ・ハーバー
- 1934年： Wander Johannes de Haas
- 1936年： Ernest John Coker
- 1938年： ロバート・ウィリアム・ウッド
- 1940年： ジョージ・ガブリエル・ストークス
- 1942年： Gordon Miller Bourne Dobson
- 1944年： Harry Ralph Ricardo
- 1946年： Alfred Egerton
- 1950年： フランク・ホイットル
- 1952年： フリッツ・ゼルニケ
- 1954年： Cecil Reginald Burch
- 1956年： Frank Philip Bowden
- 1958年： Thomas Merton
- 1960年： Alfred Gordon Gaydon
- 1962年： Dudley Maurice Newitt
- 1964年： ヘンドリク・ファン・デ・フルスト
- 1966年： William Penney
- 1968年： ガーボル・デーネシュ
- 1970年： Christopher Hinton
- 1972年： Basil John Mason
- 1974年： Alan Cottrell
- 1976年： イリヤ・プリゴジン
- 1978年： ジョージ・ポーター
- 1980年： William Frank Vinen
- 1982年： Charles Gorrie Wynne
- 1984年： Harold Horace Hopkins
- 1986年： Denis Rooke
- 1988年： FJ Weinberg
- 1990年： Walter Eric Spear
- 1992年： H. Temperley
- 1994年： A. Keller
- 1996年： G. Turner
- 1998年： Richard Henry Friend
- 2000年： Wilson Sibbett

### 21世紀
- 2002年： David King
- 2004年： Richard Dixon
- 2006年： Jean-Pierre Hansen
- 2008年： Edward Hinds
- 2010年： Gilbert Lonzarich
- 2012年： Roy Taylor
- 2014年： Jeremy Baumberg
- 2016年： Ortwin Hess
- 2018年： Ian Walmsley
- 2019年： Miles Padgett
- 2020年： Patrick Gill
- 2021年： Carlos Frenk
- 2022年： Raymond Pierrehumbert
- 2023年： Polina Bayvel
- 2024年： Anthony Raymond Bell